# Litauische Eishockeyliga 1994/95
Die Saison 1994/95 war die vierte Spielzeit der litauischen Eishockeyliga, der höchsten litauischen Eishockeyspielklasse. Meister wurde zum insgesamt vierten Mal in der Vereinsgeschichte der SC Energija.

## Modus
In der Hauptrunde absolvierte jede der sechs Mannschaften insgesamt 20 Spiele. Der Erstplatzierte der Hauptrunde wurde Meister. Für einen Sieg erhielt jede Mannschaft zwei Punkte, bei einem Unentschieden gab es ein Punkt und bei einer Niederlage null Punkte.

## Hauptrunde
|    | Klub                              | Sp | S  | U | N  | Tore    | Punkte |
| -- | --------------------------------- | -- | -- | - | -- | ------- | ------ |
| 1. | SC Energija                       | 19 | 18 | 1 | 0  | 207:45  | 37     |
| 2. | Germantas Telsiai                 | 20 | 13 | 1 | 6  | 107:81  | 27     |
| 3. | Solvita Kaunas                    | 20 | 11 | 1 | 8  | 143:116 | 23     |
| 4. | Litauische U20-Nationalmannschaft | 20 | 10 | 1 | 9  | 133:98  | 21     |
| 5. | Poseidonas Elektronai             | 20 | 3  | 0 | 17 | 74:211  | 6      |
| 6. | Nemunas Rokiškis                  | 19 | 2  | 0 | 17 | 70:183  | 4      |

Sp = Spiele, S = Siege, U = unentschieden, N = Niederlagen, OTS = Overtime-Siege, OTN = Overtime-Niederlage, SOS = Penalty-Siege, SON = Penalty-Niederlage